# Trachinotus blochii
Trachinotus blochii är en fiskart som först beskrevs av Lacepède, 1801.  Trachinotus blochii ingår i släktet Trachinotus och familjen taggmakrillfiskar. Inga underarter finns listade i Catalogue of Life.